# ブラッドステインド:カース・オブ・ザ・ムーン2
『ブラッドステインド：カース・オブ・ザ・ムーン2』 （Bloodstained: Curse of the Moon 2）は、2020年7月10日に発売されたダウンロード専用コンピュータゲーム。
対応プラットフォームはNintendo Switch、PlayStation 4、Xbox One、Windows PC（Steam）。

## 概要
コナミ在籍時『悪魔城ドラキュラ』シリーズなどの開発スタッフだった五十嵐孝司が退社独立後に設立したArtPlayが企画・開発（開発はインティ・クリエイツなどが担当）した『ブラッドステインド:リチュアル・オブ・ザ・ナイト』のスピンオフ作品『ブラッドステインド:カース・オブ・ザ・ムーン』の続編。
『リチュアル・オブ・ザ・ナイト』と一部のキャラクターは共通するが、別の世界観で展開されるタイトルとされる。ストーリーは前作『カース・オブ・ザ・ムーン』の仲間と共にボスを倒したエンディングの続きとなるが、斬月の物語がついに完結する。。
『リチュアル・オブ・ザ・ナイト』は探索型のアクションゲームだが、スピンオフである本作は『悪魔城ドラキュラ』や『悪魔城伝説』のようなステージクリア型のアクションゲームとなっている。グラフィックはドット絵で描かれ、ファミコンなど8bitゲーム風の描写となっている。
操作可能キャラクターは前作は4人だったが、新たに3人のキャラクターが増え、合計7人が使用可能になっている（最初は斬月1人だが、ゲーム進行に応じて増える）。また、本作では2人同時協力プレイが可能になっている。

## ストーリー
18世紀、イギリス。

東方からやってきた退魔士の斬月は、仲間と共に悪魔を討ち果たしたが、教会から派遣された修道者ドミニクは驚くべき情報をもたらした。

彼女によると、現代の技術では到底建造できない、謎の魔塔が一夜にして出現したという。

斬月はドミニクと共に魔塔に乗り込む。

## 登場人物
斬月（Zangetsu）
本作の主人公。東方からやってきた退魔士。
メインウェポンは「斬月刀」で、リーチは短いが連打が可能。
サブウェポンは斜め上に攻撃する「鎖分銅」、斜め下に攻撃する「呪符」、一定時間攻撃力が上昇する「面」。
特定のアイテムを手に入れると、それぞれ「爆裂分銅」、「滅魂符」、「夜叉の面」にパワーアップする。
なお、2人同時プレイで唯一2人同時に操作できるキャラクターであり、2人目の斬月は青い色をしており、特に設定などは無い。
ドミニク（Dominique）
教会に所属する謎多きエクソシストで、特定の、ある悪魔の痕跡を追っている。
『リチュアル・オブ・ザ・ナイト』にも同名のキャラクターが登場しているが、別次元の存在で、衣装も変更されている。
メインウェポンは「槍」で、リーチは長いが攻撃がやや遅い。
固有アクションとして、上方向を槍で突く「バーティカルストライク」、ジャンプ中に下方向に槍を構え敵などを踏んで跳ねる「ホッピングストライク」を持つ。
また、通常のジャンプが「ハイジャンプ」になっている。
サブウェポンは回復アイテムのハートを出現させる「ヒーリングプラント」、上方に雷を発射し天井で左右に分裂する「エレクトロクローラー」、前方に発射され敵を感知すると上昇する竜巻の「ライジングウインド」、下方向に槍を叩きつけてハイジャンプする「インパクトランス」、味方全員を蘇生し全快させるが一度しか使えない「リザレクトアンセム」。
ロバート（Robert）
かつて斬月と共に悪魔と戦った、眼鏡をかけたスキンヘッドの元軍人。悪魔を憎んでいる。
退魔の力を持たない人間の為、HPは低い。
固有アクションとして、地面に伏せる「匍匐」、狭い通路を通れる「匍匐移動」、壁を蹴って反動でジャンプする「キッククライム」を持つ。
メインウェポンは「マスケット銃」で、画面端まで届くほどの射程を持つが、1発ごとにリロードが必要なため隙は大きく、また地形を貫通せず、地形も破壊できない。
サブウェポンは斜め上方向に2発同時に放つ槍「パルチザン」、地形に沿って転がり壁で跳ね返る爆弾「手投げ弾」、反動が大きいが強力な貫通弾「ドレイクキャノン」、発動中はメインウェポンの硬直がなくなりボタンホールド中はオート連射になる「ラピッドスカーフ」。
ハチ（Hachi）
悪しき錬金術師によって魔導アーマーに組み込まれた、斬月に恩のあるコーギー犬。
最もHPが高いが、同時に最も大きいため敵の攻撃にも当たりやすい。
固有アクションとして、急降下攻撃の「ヘビースタンプ」、トゲを破壊し毒沼も防ぐ「ワイルドフット」、空中で左右に移動できる「スチームホバー」を持つ。
サブウェポンは無敵化の「アイアンボディ」だが、奈落の穴と溶岩は防げない。
ミリアム（Miriam）
『リチュアル・オブ・ザ・ナイト』の主人公で、錬金術師により悪魔の力を宿す結晶「シャード」を埋め込まれた少女。
固有アクションとして、狭い通路を通れる「スライディング」を持つ。
また、通常のジャンプが「ハイジャンプ」になっている。
メインウェポンは「ムチ」で、出は遅いがリーチがドミニク以上に長い。
サブウェポンは威力が低いが燃費の良い水平に投げる「ダガー」、斜め上3方向に投げる「トリプルダガー」、威力が高い近接戦用の「オノ」、水平に投げた後戻ってくる「鎌」。
鎌を自身でキャッチするとWPを若干回復できるようになった。
アルフレッド（Alfred）
ロガエスの書を探し続ける錬金術師の老人。
HPが低い。
メインウェポンの「杖」で攻撃すると、稀にWPを回復するようになった。
サブウェポンは錬金術の、炎のバリアを纏う「バーニングフフィア」、敵や、水流、溶岩、ミリアムの鎌など様々な物を凍らせる「フロストカリバー」、分身を作り出す「ソウルビジョン」、何度も敵を追尾する、強力だが手に入る機会が少ない「ヴォルティックレイ」。
ソウルビジョンにデコイ効果が追加されるなど、前作から調整点が多い。
ジーベル（Gebel）
ミリアム同様にシャードを埋め込まれた青年。
メインウェポンは「シャードバット」で、対空性能に優れるが、地を這う敵には無力で、地形も破壊できない。
サブウェポンは「チェンジイモータル」で、コウモリのようなステンドグラスに変身する。
変身中は「急上昇」が可能で、体当たり攻撃「ブラッドスティール」でHPが回復出来るようになった。

## ボス
ドラゴシンビオート
雷を操る悪魔を体内に宿した緑色の飛竜。
サリュビス
巨大樹に住む、森の魔物達の主。美女に見えるが…。
グラディアトルドーザー
水棲の魔物が外殻を強化していく過程で剣闘士の悪霊に取り憑かれ、走り続ける暴走マシンになった。
ウェパル
『リチュアル・オブ・ザ・ナイト』にも登場した、海に潜み船を襲う女性の様な怪物。
首が落ちると、第2形態として下半身に怪物の顔が現れる。
ラバマンドラ
火山で死んでいった人々の怨念がマグマを吸い上げ、大蛇のような魔物に見えるようになった。
ティタンカーメン
巨大な棺の中に棲む魔物。
グレモリー
復活した女悪魔。
ベルゼブブ
蠅を操る悪魔。
第1形態と、巨大な第2形態の連戦になる。
メフィスト
『リチュアル・オブ・ザ・ナイト』のセーブ部屋の背後にいた悪魔。
ワイバーン
宇宙船に乗った状態で戦う、翼と4本の腕を持つ魔物。
サリエル
顔が無い堕天使。
骨になった兎のような怪物を従える。
ボスのいるステージに、仲間を連れて行くか、斬月だけで行くかで、異なる戦闘になる。